# ポメラニア公国

ポメラニア公国
Herzogtum Pommern

ボギスラフ14世が治めたポメラニア公国

ポメラニア公国（ドイツ語: Herzogtum Pommern）は、バルト海南岸のポメラニアにあった西スラヴ系の公国。ポメラニア家の公爵により治められた。
ポンメルン公の封主は、1122年から1138年までポーランド、1164年から1181年までザクセン公国、1185年から1227年までデンマーク、1181年から1185年まで及び1227年から1806年までは神聖ローマ帝国（ブランデンブルクを含む）であった。

## 歴史
12世紀、ポーランド、神聖ローマ帝国、ザクセン公国、デンマークがポメラニアを征服し部族時代を終わらせた。

### ポメラニア家
スウプスクとスワブノは、デンマークに占拠されるまでラティボル1世とその子孫（ポメラニア家）により支配された。
コルベルク（現コウォブジェク）の近隣エリアは、1630年代までラティボル1世の兄弟ヴァルティスラフ1世とその子孫（ポメラニア家）が支配した。ポーランドに征服された後の降伏条件は、ヴァルティスラフはポーランドの統治権を受け入れ、ポメラニア人のキリスト教改宗及び年貢をポーランドに支払う事であった。

### ポーランド
1109年、ポーランドの大公ボレスワフ3世曲唇公が「ポメラニア人」と呼ばれる異教のスラヴ系諸部族が支配していたポメラニア一帯（リューゲン島のリューゲン公国を含む）を平定。1121年ポメラニア人のグリフィン家（ドイツ語でグライフェン家、ポーランド語でグリフ家（グルィフ家）と呼ばれる）のヴァルティスラフ1世を自らの臣下として封じて公国が成立。ポンメルン公はポーランドの封臣となった。
ボレスワフ3世曲唇公はドイツ人のオットー司祭(en:Otto of Bamberg)に頼み、オットー司祭は1124年–25年の最初の訪問でポメラニアをカトリックに改宗させた。ヴァルティスラフ1世は公国の政治的統一を進めた。ボレスワフ3世は、神聖ローマ皇帝ロタール3世 の大君主の地位を受け、その見返りにポメラニアを得てリューゲン島の封臣となった。1138年、ボレスワフ3世の死去にてポーランドの大君主の地位は終わった。

### 神聖ローマ帝国とデンマーク
神聖ローマ帝国とデンマーク王国との間でポメラニアの支配権をめぐる抗争が勃発（第1次分割 1155-1264）。1219年にデンマークが公国の支配権を確立する。1227年には、旧リューゲン公国領を巡ってデンマークと東方植民以降勢力を拡大しつつあったハンザ同盟のホルシュタイン伯（de:Grafschaft Holstein）との間でボルンヘーフェトの戦い（en:Battle of Bornhöved (1227)）が勃発した。

### ドイツ人の定住（東方植民）
12世紀、東方植民によりポメラニアでドイツ人の定住が進んだ。膨大な数のドイツ人定住は、13世紀前半頃から始った。北部への定住者は、ニーダーザクセン州から来る者が多く、南部はヴェストファーレンやAltmarkからだった。

### ポメラニア公領の分割
ポメラニア公領は1155年以降もたびたび分割統治が行われた（en:Partitions of the Duchy of Pomerania）。1295年にはヴォルガスト（Pomerania-Wolgast）とシュチェチン（Pomerania-Stettin）に分割され（第2次分割 1295-1368）、さらにヴォルガストとスウプスク（Pomerania-Stolp）（第3次分割 1368-1376）、ヴォルガストとバルト（Pomerania-Barth）（第4次分割 1376/1377-1478）と分割、統合が繰り返された。14世紀末にはポンメルンのエリクことエーリク7世（ポメラニア公ヴァルティスラフ7世の子）がノルウェー（在位1389年 - 1442年）、デンマーク（在位1396年 - 1439年）、スウェーデン（在位1396年 - 1439年）の国王に選出されている（カルマル同盟）。1464年にはシュチェチンの領有権を巡ってヴォルガスト公とブランデンブルク辺境伯との間でブランデンブルク―ポメラニア紛争（en:Brandenburg–Pomeranian conflict）が起こり、プレンツラウ条約（1472年および1479年）でシュチェチンはヴォルガストに併合された。
第5次分割 （1531-1569）で再びヴォルガストとシュチェチンに、第6次分割 （1569-1625）ではヴォルガスト、シュチェチン、バルトおよびダルウォボ（Darłowo、ドイツ名リューゲンヴァルデ Rügenwalde）に分割されたが、1625年に再統合された。

### スウェーデンとブランデンブルク間での分割
三十年戦争（1618年 - 1648年）中の1637年3月10日に最後のポメラニア公ボギスラフ14世が亡くなり、1653年のシュテッティン条約でブランデンブルク＝プロイセン領ポンメルン州とスウェーデン領ポメラニアに分割され消滅した。ポメラニア公国は三十年戦争におけるスウェーデンの拠点であった。1630年にグスタフ2世アドルフ率いるスウェーデン軍は公国の沿岸から上陸し、ここで神聖ローマ帝国政府への戦争宣告書が発せられた。スウェーデン軍はポメラニアに駐屯し、1653年に国境線が画定されるまではスウェーデン軍の占領状態にあった。

## 消滅後の歴史
シュテッティン条約で公国は分割されたものの、ブランデンブルク選帝侯の男系が断絶した時にポンメルン州の継承期待権がスウェーデン側に認められている。これは公国の最終的な継承権がスウェーデンに渡ることを意味していたが、選帝侯家であるホーエンツォレルン家は断絶せず、大北方戦争後に公国の大半を占めるに至った。スウェーデンはこの戦争による敗北によって領土を失ったが、フォアポンメルンの北半分のみを維持し続けた。公国は長きに渡り分断された後、1814年のキール条約でブランデンブルク＝プロイセンから発展したプロイセン王国によって統一されポンメルン州となったものの、公国として復活する事はなかった。称号としてホーエンツォレルン家によるドイツ皇帝の称号の一つとなり、ドイツ帝国が消滅する1918年まで用いられた。1919年6月28日に調印されたヴェルサイユ条約で西プロイセンがポーランドへ割譲され、東プロイセンがドイツ本国から分断された。